# 重罪謀殺化の法理
重罪謀殺化法則（じゅうざいぼうさつかほうそく、英：rule of felony murder）ないし重罪謀殺化原則（じゅうざいぼうさつかげんそく）とは、一部の英米法法域における法理で、重罪（felony）またはその未遂罪を犯す際に人の死を生じさせた者に対して、それが意図した結果ではなかったとしても謀殺罪（murder）として重く処罰する法理。

## 概要
重罪謀殺化の法理は、謀殺罪を2つの方向に拡大するものである。第1に、行為者が適用ある重罪の過程において偶発的にまたは具体的な殺意なく人を死に至らしめた場合、故殺（manslaughter）であったはずのものが謀殺（murder）となるというものである。第2に、これによりかかる重罪への加担者は、当該重罪の過程またはその助長の際に生じたいかなる死についても刑事責任を負うというものである。この法則の本来的な射程については若干の議論があるものの、近代的な解釈においては、典型的には、当該重罪が本質的に危険なものであるか、または行為者が明らかに危険な方法において行ったことが求められる。そのため、重罪謀殺化法則は、しばしば、その支持者によって、危険な重罪の抑止の手段として正当化されるのである。
一部の注釈者によると、このコモン・ロー上の法則は12世紀にまで遡り、その近代的な形態を得たのは18世紀のことであった。重罪謀殺化法則への批判者は、これを、殺意を要しないとするために不当であるとする。他方で、重罪謀殺化法則を擁護する立場からは、これは、人間の生命の尊厳という原則から、人間の生命を奪う犯罪に対してより厳格な処罰を科すものなのだ、という議論が可能である。
重罪謀殺化法則は、イングランドおよびウェールズと北アイルランドにおいては廃止されている。一部の法域（オーストラリアのビクトリア州など）においては、コモン・ロー上の重罪謀殺化法則は廃止されたものの、同様の制定法の規定によって代替されている。

## 起源
重罪謀殺の概念の起源は、故意の転用にあるが、この由来は超記憶的時代(en:Time immemorial)に属する。その本来的な形態においては、何らかの犯罪の遂行に固有の悪意は、いかにささいなものであれ、当該犯罪の結果（いかに意図しないものであれ）について適用があるものとされた。それゆえ、古典的な例としては、囲われた他人の土地に不法に侵入した密猟者が鹿に向けて射た矢が藪の中に隠れていた少年に当たった、というものがある。密猟者は少年に対して危害を加える意図を有しておらず、その存在を予期すらしていなかったが、密猟の犯罪意思（mens rea）により「故殺」の責任を負うこととなる。
一部の注釈者は、重罪謀殺化法則を、不法な行為を意図した者は、当該行為のあらゆる結果についても（いかに予見していなくとも）意図したものとみなすという法的な擬制であると考えている。別の注釈者はまた、これは厳格責任の一例であるとする。厳格責任とは、犯罪を犯すことを選択した者は、当該行為により生じ得る全ての結果について絶対的な責任を負うというものである。マスティル卿（Lord Mustill）は、この歴史的な法則について、両見解を集約したものと考えている。

## 解説
実際には、前述の要旨で示したようには事は単純ではない。重罪謀殺化法則は、ほとんどの法域においては、必ずしも全ての重罪について適用されるわけではない。重罪謀殺となる資格として、基礎となる重罪は予見可能な生命の危険をもたらすものであらねばならず、当該重罪と死との連結は遠すぎてはならない。例えば、偽造小切手の受取人がインクに対する致命的なアレルギー反応を起こしたとしても、ほとんどの裁判所は偽造人に謀殺罪を認めないであろう。
さらに、併合法理（merger doctrine）によって、謀殺罪による訴追の前提となる重罪は排除されることとなる。例えば、ほとんど全ての謀殺罪は、何らかの種類の暴行罪（assault）を伴うが、これは故殺罪の多くの場合についても同様である。したがって、暴行の過程において生じた死を重罪謀殺に数えるとなると、立法府によって注意深く設けられた区別が意味を失ってしまうのである。もっとも、併合（merger）は、ある者に対する暴行が他の者の死をもたらした場合については適用され得ない。
謀殺罪に何が併合され何が併合されないか（したがって重罪謀殺となる資格を何が有さず何が有するか）についてのコモン・ロー流の解釈に反対して、米国における多くの法域は、どの犯罪が資格を有するかを明示的に列挙している。米国法律協会の模範刑法典は、強盗罪（robbery）、強姦罪（rape）または
強制的異常性交（forcible deviant sexual intercourse）、放火罪（arson）、住居侵入（burglary）、及び重罪的脱走（felonious escape）を列挙する。連邦法は、追加的な犯罪を指定しており、それには、テロリズム、誘拐およびカージャックが含まれる。
誰の行為が被告人を重罪謀殺により有罪とし得るかに関する見解として2つの学派がある。「代理理論 (agency theory) 」を採用する法域は、犯罪の代理人（agent）によって生じた死についてのみ認める。「近因理論（proximate cause theory）」を使用する法域は、（たとえ傍観者や警察によって生じたものであれ）いかなる死についても対象とする。ただし、当該重罪と当該死の間の事象の連鎖が法的に当該死の原因であるといえるほど近かったかどうかを判断するためのいくつかある近因（proximate cause）テストの1つを充足する必要がある。
重罪謀殺は、典型的には、予謀による謀殺と同等の謀殺とされる。多くの法域において、重罪謀殺は死刑が科され得る犯罪であるが、これは、被告人自身が殺害し、殺害しようとし、または殺害する意図を有していた場合に限られる。例えば、3人が武装強盗を行うことを共謀したとする。そのうち2人が家屋に押し入って強盗を行い、その過程で当該家屋の居住者を殺害した。残りの1人は屋外で逃走用車両の中で待機していたが、後に、重罪謀殺として有罪判決を受けた。しかしながら、彼自身は殺害していないし、殺害しようともしていないし、殺害の意図も有していなかったのであるから、重罪謀殺で有罪ではあるものの、処刑されることはない。

## 各国の状況

### カナダ
カナダの刑法は、有罪判決による汚名および刑罰と犯罪者の道徳的な非難可能性との間の比例性を維持しようとしていることから、女王対マーティノー事件において、カナダ最高裁判所は、被告人に対して謀殺の有罪判決を下すには「死の主観的予見 (subjective foresight of death) 」の合理的疑いを超えた証明を要することが、権利および自由に関するカナダ憲章のセクション7および11(d)に基づく基本的正義の原則である、とした。こうして、カナダ最高裁は、カナダ刑事法典のセクション213ならびにセクション229(a)(ⅰ)および(ⅱ) は合憲性を欠くものと事実上宣言したのである。
セクション213(a)は、「とりわけ…意図的に身体的危害を与えることを伴う…基礎となる犯罪の忌まわしい性質の結果として客観的に予見可能な」一切の殺害について謀殺罪の有罪判決がなされる旨を規定していた。この規定は、カナダ流の重罪謀殺と概ね一致するが、技術的には、他の法域における擬制謀殺罪 (constructive murder)に近いものである。
それでもなお、「被告人が、不法な目的をもって、［客観的な基準により］他人の死を生じさせる可能性があると知りながら何らかの行為をした」場合を一種の擬制重罪謀殺 (constructive felony murder)と規定するセクション229(c)は依然として効力を有しており、このことは1999年に上訴裁判所により確認されている。

### アイルランド
アイルランド共和国においては、重罪謀殺化法則は1964年刑事司法法セクション4により廃止された。同法は、謀殺における犯罪意思（mens rea）とは、殺害の意思または他人に重大な傷害を与える意思である旨を法典化している。

### 英国
イングランドおよびウェールズと北アイルランド

重罪謀殺化法則は、イングランドおよびウェールズにおいては1957年殺人法セクション1により、北アイルランドにおいては1966年刑事司法法 (北アイルランド)セクション8により、いずれも廃止された。しかしながら、その影響は、謀殺について規定する法律の改正によって部分的に残存している。イングランドおよびウェールズにおいては、「謀殺」の定義上求められるのは、被害者に重大な身体的危害を生じさせる意図であって、具体的な殺害の意図ではない。その効果は、（あらゆる重罪ではなく）対人暴力の罪について適用される重罪謀殺化法則の効果と同じである。
スコットランド

スコットランド法において、重罪謀殺化法則に相当するものは存在しない。そもそも、スコットランド法においては、かつてのイングランド法における「重罪 (felony) 」という特別な概念もない。

### 米国
2008年8月現在、米国の46州が重罪謀殺化法則を有しており、そこでは、重罪謀殺は一般に第1級謀殺罪とされている。そして、そのうちの24州においては死刑が科され得る罪である。州政府が重罪謀殺の有罪判決を受けた者に対して死刑を科そうとする場合には、アメリカ合衆国憲法修正第8条の解釈上、当該州の権限にさらに制約が課されることとなる。被告人が些細な加担者（minor participant）であって実際に殺害しておらず殺害する意図も有していなかった場合には、死刑を科すことはできないのである。他方で、被告人が基礎となる重罪における主たる加担者（major participant）であって「人間の生命に対する極端な無関心を示した」場合には、死刑を科すことができる。
模範刑法典においては、重罪謀殺化法則は定められていないものの、重罪の遂行をもって人間の生命に対する極端な無関心を推定することを許容している。したがって、重罪謀殺化法則は、証拠法として事実上用いられているのである。
多くの州は併合法理（merger doctrine）を認めているが、暴行罪（assault）は、重罪謀殺化法則の適用の基礎となる重罪たり得ないものとしている。
各法域の状況
| - Alabama - Alaska - Arizona - Arkansas - California - Colorado - Connecticut - Delaware - Florida - Georgia | - Hawaii - Idaho - Illinois - Indiana - Iowa - Kansas - Kentucky - Louisiana - Maine - Maryland | - Massachusetts - Michigan - Minnesota - Mississippi - Missouri - Montana - Nebraska - Nevada - New Hampshire - New Jersey | - New Mexico - New York - North Carolina - North Dakota - Ohio - Oklahoma - Oregon - Pennsylvania - Rhode Island - South Carolina | - South Dakota - Tennessee - Texas - Utah - Vermont - Virginia - Washington - West Virginia - Wisconsin - Wyoming | - District of Columbia - Federal |